# Agustín Eusebio Fabre
Agustín Eusebio Fabre fue un médico español del siglo XIX con destacada participación en el Río de la Plata.

## Biografía
Agustín Eusebio Fabre (aparece también citado en ocasiones como Agustín Eugenio) nació en Cádiz el 15 de diciembre de 1743 hijo de Juan Andrés Fabre, fabricante de cuchillos, tijeras e instrumentos de cirugía y proveedor del Real Colegio de Cirugía de la Armada de Cádiz, y de María Magdalena Almirón o Almaraz.
Con 23 años de edad, se graduó de médico en su ciudad natal en 1767 «con universal aplauso» y embarcó en una flota con destino al Océano Pacífico. Tras pasar por El Callao y Acapulco, arribó a Filipinas, donde permanecería varios años. Enviado nuevamente a América, en 1777 arribó a Montevideo, uno de los principales apostaderos de la Real Armada Española en América del Sur.
Aduciendo enfermedad consiguió no regresar a España y permaneció en Montevideo ejerciendo su oficio hasta 1778, cuando se radicó en la ciudad de Buenos Aires, capital del recientemente creado Virreinato del Río de la Plata, donde ejerció como médico del obispo (Sebastián Malvar y Pinto y su sucesor Manuel Azamor y Ramírez), del Real Colegio de San Carlos y de la Casa de Residencia.
En 1784 solicitó al virrey ocupar una plaza de médico en el Hospital Real, por estar incapacitado para volver a servir a bordo en razón de padecer «temblores en los extremos superiores, espasmos de nervios y malas digestiones que me constituyen hipocondríaco», lo que fue aceptado por las autoridades.
Contrajo matrimonio el 26 de noviembre de 1792 con María Antonia Rivero en la Iglesia parroquial de Nuestra Señora del Buen Viaje, en la Cañada de Morón. Su esposa era hermana del doctor Mathias Rivero y Cueli, quien sería uno de los 15 alumnos en su primer
curso de Anatomía. Fabre tuvo varios hijos: María Josefa Estefanía (1793-1833), María de Belén (1798, 1888), María Ignacia Estanislada (1809, ?), Irene, Antonio Abad José Doroteo (1801, ?), María del Carmen Juana Gualberta (1808, ?) y María de la Concepción Ambrosia Estanislada Fabre y Rivero, quien casó con su primo el coronel Matías Rivero (1815-1866), hijo del mencionado doctor Mathias Rivero.
Otras fuentes mencionan otros hijos: Agustín José Nemesio (1794, ?), María Inés Antonia (1801, ?), José María Romualdo (1807, ?) y José María Fabre Rivero (1811, ?).
El 4 de abril de 1799 fue designado como catedrático de cirugía del Protomedicato del Río de la Plata en reemplazo de José Capdevilla, quien declinaba el cargo.
El 21 de febrero de 1800 se promulgó su nombramiento y el del protomédico Miguel Gorman, y el 21 de julio de ese año ambos presentaron el proyecto de Plan de estudios de Medicina, de 6 años de duración e inspirado en el de la Escuela de Medicina de la Universidad de Edimburgo. El virrey Gabriel de Avilés y del Fierro aprobó el proyecto el 11 de agosto y el 2 de marzo de 1801 se inauguraba la Escuela de Medicina en la ciudad de Buenos Aires.
Fabre se hizo cargo de la cátedra de Anatomía en 1801 y en 1804. 
En el ejercicio de su cargo mantuvo permanentes disputas con el protomédico Miguel Gorman quien lo acusó de "impurezas" en sus títulos académicos.
Era sin embargo uno de los autorizados a ejercer la profesión de medicina y cirugía en la ciudad por el Auto contra los curanderos y charlatanes del 17 de noviembre de 1803.
Actuó brillantemente en las invasiones inglesas al Río de la Plata de 1806 y 1807.
Fue en 1810 uno de los 400 vecinos caracterizados invitados por esquela al cabildo abierto del 22 de mayo, uno de los cuatro médicos presentes junto a Justo García y Valdez, Cosme Mariano Argerich y Bernardo Nogué. Los cuatro se pronunciaron por la destitución del virrey. 
Fabre emitió su voto adhiriendo al de «Pedro Andrés García el cual había opinado que el Gobierno recayera en el Cabildo por ahora y mientras se resuelve la manera o forma del Gobierno que haya de constituirse para la seguridad de estas provincias en favor de la soberanía del Señor Don Fernando VII».
Cuando la Primera Junta envió la primera expedición auxiliadora al Alto Perú Fabre contribuye con una tercera parte de su sueldo anual, como catedrático de Cirugía, mientras dure la expedición. En el año 1816 es jubilado como Conjuez del Protomedicato como Profesor de Instituciones Quirúrgicas.
Falleció en Buenos Aires el 29 de agosto de 1820 y fue sepultado en el cementerio del Hospital de la Residencia.
Una calle del barrio de Flores (Buenos Aires) lleva su nombre.